# Bergerette
La bergerette est un genre poétique et musical qui fleurit dans la seconde moitié du XVe siècle. Ces poèmes à forme fixe, ont des thèmes de nature pastorale. Dans certaines régions de France, la bergerette se disait ou se dansait le jour de Pâques. On a pu dire que la bergerette était apparentée au rondeau ; elle en diffère par le couplet du milieu, qui est tout entier d'une autre série de rimes que dans le premier couplet.
Dans sa forme musicale, elle désigne plusieurs genres musicaux, à plusieurs époques, tous reliés à la thématique champêtre.

## Poésie
On distingue trois formes de bergerettes poétiques :

### La grande bergerette
La grande bergerette qui est un poème qui comprend cinq strophes de six vers alternés en vers longs (huit syllabes) et courts (trois syllabes), la troisième strophe et la dernière strophe n’étant que la reprise de la première strophe. La Grande Bergerette compte trente vers tous de rimes féminines, dont dix-huit originaux et douze de répétition. La difficulté majeure tient à la rime « B » qui doit fournir aux strophes une et quatre, huit mots différents. Les premier, troisième et dernier couplets font office de refrain (ABbBbA). Le deuxième couplet rime suivant le schéma (CDdDdC). Le quatrième couplet rime suivant le schéma du premier couplet et refrain mais sur d'autres mots (ABbBbA) :
Ah! que je me sens guillerette!

Que je me suis levée à l’aise!

N’en déplaise

Aux saints curés du dïocèse

Une braise

Brûle ma gorge de fillette

Car j'ai rêvé sous l'églantine

— Fi donc, Colin ! — Qu’en contrebande

Par la lande

Tu me faisais plus d'une offrande

Trop gourmande

Pour ma bouche trop enfantine.

Ah! que je me sens guillerette!

Que je me suis levée à l’aise!

N’en déplaise

Aux saints curés du dïocèse,

Une braise

Brûle ma gorge de fillette.

Je le jure, par ma houlette:

Tu l’auras, ce panier de fraise.

Viens, apaise

Cette grand faim, cette fournaise

Et me baise

Emni la luzerne douillette!…

Ah! que je me sens guillerette!

Que je me suis levée à l'aise!

N’en déplaise

Aux saints curés du dïocèse,

Une braise

Brûle ma gorge de fillette.

(auteur inconnu)

### La moyenne bergerette
La moyenne bergerette a la strophe qui se réduit à un quatrain aux vers octosyllabiques et de rimes embrassées. Comme dans la grande bergerette, le premier couplet sert de refrain et revient après la seconde et la quatrième strophe.
Mais les rimes masculines sont dominantes ; elles remplissent la seconde strophe et servent de bornes aux premier et quatrième vers des autres quatrains. Les premier, troisième et dernier couplets font office de refrain (ABBA). Le deuxième couplet rime suivant le schéma (CDDC). Le quatrième couplet rime suivant le schéma du premier couplet et refrain mais sur d’autres mots (ABBA). Elle compte donc vingt vers dont douze originaux et huit de répétition :
J’épouserais un œillet blanc

Si j’étais une pâquerette.

Or donc que je suis une bergerette,

Je veux un prince pour amant.

De Pierrot, le gros chevrier,

Mon cœur ne veut être captif.

J’ai l'œil trop pur, le pied trop vif:

Je bats à courre un lévrier!

J’épouserais un œillet blanc

Si j’étais une pâquerette.

Or donc que je suis une bergerette,

Je veux un prince pour amant.

Comment admettre d'un manant

Qu’il abîme ma colerette?

Qui donc me contera fleurette

Il faut qu’il soit d’un autre sang!

J’épouserais un œillet blanc

Si j’étais une pâquerette.

Or donc que je suis une bergerette,

Je veux un prince pour amant.

(auteur inconnu)

### La petite bergerette
La petite bergerette ressemble beaucoup au rondeau, en ceci que les seconde et troisième strophes s’adjoignent une clausule, le refrain, reprenant la moitié du premier vers. Au total quatorze vers en octosyllabes, dont deux clausules, racines du premier vers de la première strophe que l’on retrouve en fin des deux autres strophes. Le premier couplet rime suivant le schéma (ABBA) la moitié du premier vers, soit le premier hémistiche (quatre syllabe), servant de clausule et de refrain. Le deuxième couplet rime suivant le schéma (CDCD). Le quatrième couplet rime suivant le schéma du premier couplet, mais sur d’autres mots (ABBA).
L’art de la petite bergerette consiste dans la manière d’amener la clausule et d’en varier l’aspect au gré de la situation. En principe, le poème est récité par un berger. Mais il n’y a aucun inconvénient à prêter la parole à la bergère ; ou, tour à tour, au courtisan puis à la courtisée. L’ambiance pascale est déterminante ; elle est en accord avec les thèmes de l’espérance, du printemps, de la nature et des prémices amoureuses :
Le marquis :

– [Ce petit mot], si tu le dis,

S’il fleurit tes lèvres, Laurence,

Aussitôt tous les champs de France

Fleuriront comme en paradis.

La bergère :

– Vous donneriez or et trésors

Sans obtenir mon abandon…

J’en aurais vingt ans de remords,

Seigneur, à quoi donc rimerait donc

[Ce petit mot?]

Le marquis :

– Il rime avec les beaux oublis…

Mais j’aime mieux, dans le silence,

Lire au fond de ton innocence

O Bergère, et dans ton souris,

[Ce petit mot.]

(auteur inconnu)

## Musique
Le mot bergerette est employé pour la première fois en 1430 au sein du manuscrit londonien Add. 15224, intitulé Bergerettes chantées. Il comprend treize poèmes. D'autres manuscrits à partir de 1470 témoignent d'une comparaison avec le virelai (tombé en désuétude depuis trente ans) et le rondeau. Elle est une alternative à la monotonie de ce dernier, constitué de reprises « trop sensibles » (B. Gagnepain).
La structure est généralement de A b b a A. « A » étant le refrain de cinq vers en mesure ternaire et « b » une demi-strophe de trois vers de mesure binaire. Elle ne diffère donc du rondeau que par sa strophe du milieu qui n'a pas de refrain et sa longueur est variable. Au XVIe siècle Pierre Fabri, dans Le grand et vray art de pleine rhétorique (1521), définit la bergerette ainsi :

« Bergerette est en tout semblable à l'espace du rondeau, excepté que le couplet du milieu est tout entier et l’autre liziaire. »

Les auteurs de bergerettes sont Antoine Busnois, considéré par certains musicologues comme le créateur du genre, Ockeghem, Philippe Basiron et Josquin des Prés. Le succès du genre diminue au XVIe siècle, à la faveur de la chanson. Elles sont présentes notamment dans certains manuscrits célèbres : Dijon ms. 517, et le Chansonnier cordiforme qui en présente cinq. 
Au XVIe siècle Tielman Susato donne ce nom à quatre danses instrumentales (basse danse) dans un recueil de 1551, très proches du Saltarello.
Enfin au XVIIIe siècle, le mot désigne des airs sentimentaux au caractère populaire (parfois grivois), dont le sujet est l'amour bucolique de bergers et bergères, très proche de la bergerie et de la brunette.